# Архангельский, Виталий Дмитриевич
Виталий Дмитриевич Архангельский (род. 23 мая 1975, Алма-Ата, Казахская ССР, СССР) ― российский предприниматель, учредитель и президент компании «Осло Марин», бывший акционер Выборгского порта и Западного терминала в порту Санкт-Петербурга. В России в отношении него возбуждены уголовные дела по обвинению в мошенничестве с получением кредита в Морском акционерном банке компанией «Западный терминал» и о легализации средств, полученных преступным путем. Был заочно арестован и объявлен в международный розыск. Российские власти добиваются его экстрадиции из Франции, где он ныне проживает со своей семьёй, выдвигая обвинение в совершении экономических преступлений. Сам Архангельский считает, что он стал жертвой преследования со стороны партнёров бывшего губернатора Санкт-Петербурга Валентины Матвиенко, а имущество его компании было незаконно изъято. Дело Архангельского получило широко огласку в российских и зарубежных СМИ.

## Биография

### Ранние годы и образование
Изучал экономику в Санкт-Петербургском государственном университете, после чего поступил в аспирантуру Санкт-Петербургского государственного университета экономики и финансов. Кроме этого он также прошёл стажировку в Германии и в Тронхеймской школе бизнеса в Норвегии.

### Карьера
После окончания учёбы начал работать в страховом секторе. Вскоре занялся работой по организации доставки грузов. В 1999 году учредил компанию «Осло Марин» (Oslo Marine Group, OMG), в которой занимает пост президента и является основным акционером. Осло Марин ― холдинговая компания, занимающаяся страхованием, портовым обслуживание и экспедированием грузов. Компания быстро расширялась, открыв свои представительства и филиалы в ряде крупных городов мира, в том числе в Лондоне и Хиросиме. Также он приобрёл крупные недвижимые активы в России, включая Выборгский порт и Западный терминал в порту Санкт-Петербурга, план реконструкции которых получил поддержку со стороны Европейского банка реконструкции и развития. Компания Архангельского наращивала свой флот и разместила заказы на постройку новых судов.
Эти основные активы компании являются предметом правового спора между Виталием Архангельским и Банком «Санкт-Петербург», у которого компания взяла кредит для финансирования своей экспансии; сама же компания вскоре начала испытывать большие финансовые трудности. В 2009 году арбитражный суд Санкт-Петербурга и Ленинградской области постановил, что приобретение доли «Западного терминала» ООО «Севзапальянс», который, как считается, аффилирован с Банком «Санкт-Петербург», была неправомерной.
В 2010 году судебные споры ещё продолжались, а в отношении деятельности Архангельского было инициировано следствие. Архангельский, по заявлению российских властей, обвинялся а отмывании 56,5 млн рублей, которые он мошенническим путём приобрёл у Морского акционерного банка.

### В эмиграции
В 2009 году Архангельский с семьёй бежал во Францию, поселился в Ницце и обратился за политическим убежищем. Вскоре за этим последовал запрос российских властей об экстрадиции по обвинению в мошенничестве. Судья в Ницце освободил Архангельского от пребывания в следственном изоляторе под залог в 300 000 евро в ожидании судебного слушания, которое, как ожидалось, может длиться много месяцев.
Франция предоставила Виталию Архангельскому в 2010 году политическое убежище.
Во Франции Архангельский сам начал обвинять российские власти, заявляя, что он сам стал жертвой преступного умысла со стороны бывшего губернатора Санкт-Петербурга Валентины Матвиенко. Он утверждал, что Банк «Санкт-Петербург» отказал его компании в реструктуризации её долгов с явным намерением обанкротить её и взять под контроль её активы. В августе 2011 года он подал иск в окружной суд Никосии (Республика Кипр) против «трёх теневых кипрских компаний», которые, как он утверждал, были учреждены исключительно с целью отнятия его активов в интересах «группы заговорщиков», в которую «вероятно» входили бывший губернатор Санкт-Петербурга и бывший начальник полиции города.
С 2012 года Виталий Архангельский подал ряд исков в суды разных стран: Болгарии, Франции, Британских Виргинских островов. Все суды во Франции и Болгарии Виталий Архангельский выиграл. Судебный процесс на Британских Виргинских островах был перенесен в Великобританию и продолжался до марта 2020 года, и завершился победой Виталия Архангельского и ему была присуждена денежная компенсация, который на данный момент уже выплачена. Судебный процесс вошёл в историю английского правосудия, как один из крупнейших и знаковых, а его материалы активно используются в разных других судебных процессах с участием русскоязычных сторон. Полный текст всех судебных материалов и решений суда находится в открытом доступе и весь оцифрован.
Судебные процессы активно обсуждались в международной прессе.
В 2010 году Виталий Архангельский в Ницце учредил компанию КОФРАНС САРЛ, которая занимается оказанием услуг авиационного страхового брокера, яхтенного брокера и недвижимостью на Лазурном берегу Франции и в Монако. Компания активно развивается в течение многих лет.
В 2018 году Компания Cofrance SARL выступила одним из организаторов гастролей во Франции и Монако будущего Президента Украины Владимира Зеленского.
В 2019 году Компания Кофранс открыла офис на Мальте и Виталий Архангельский начал развивать ряд проектов русскоговорящих инвесторов в этой стране. Деятельность Виталия Архангельского активно поддерживает Правительство Мальты.
В 2022 году российский банк ВТБ выставил на аукцион долг Виталия Архангельского из-за невозможности его взыскания во Франции.